# Карапан сапи
Карапан сапи (мадурски: Kerrabhân sapè) је традиционални фестивал трке бикова на индонежанском острву Мадура. Сваке године од отприлике јула до октобра, локални бикови се вежу у дрвене запреге и трче на 130 метара, слично трци двоколица. Ове трке се одржавају на неколико места током сезоне, а последња трка за трофеј одржава се у Памекасану. Бикови који учествују у догађају украшени су златом и другим украсима, а догађај понекад прати гамелан музика, храна и опкладе на исход трке. Приказ фестивала био је на полеђини новчића од 100 рупија Индонезије, од 1991. до 1998. године. Индонежанска поштанска марка издата 2009. године такође је приказивала трку, заједно са мостом Сурабаја-Мадура.

## Галерија
- Бикови на почетку трке у Источној Јави.
- Пар бикова који вуку дрвена колица трка се против других парова бикова.
- Трке бикова у Памекасану, Источна Јава.